# Ханссон, Мартин
Мартин Ханссон (род. 6 апреля 1971, Хольмсё, Блекинге) — шведский футбольный арбитр, скандально известный своим судейством. По профессии — пожарный, увлекается охотой и рыбалкой. Владеет английским, немецким и шведским языками.

## Карьера
Судейскую карьеру начал в 15 лет, судя матчи своего любительского клуба. В 30-летнем возрасте стал профессиональным арбитром ФИФА. Был арбитром на финальных матчах молодёжного первенства Европы 2006 года и молодёжного чемпионата мира 2007 года.

## Скандалы
Скандальную известность приобрёл в 2007 году. 12 сентября 2007 года он судил матч Англия—Россия, в котором англичане разгромили россиян со счётом 3:0. Тогда Ханссон по ошибке не засчитал гол Константина Зырянова, заявив, что тот сыграл рукой, а также не назначил дважды пенальти в ворота англичан после двух грубых нарушений правил Джоном Терри. Впрочем, это не помешало России попасть на ЕВРО-2008.
Второй скандал разразился в 2008 году. Во время группового этапа Лиги чемпионов 2008/2009 на матче мадридского «Атлетико» и «Ливерпуля» он назначил спорный пенальти в ворота испанцев после падения Стивена Джеррарда в штрафной площади. Джеррард уверенно реализовал его, и матч закончился вничью 1:1 (так же, как и вторая встреча). Вскоре после этого испанцы стали звонить Ханссону и угрожать ему, а также посылать письма оскорбительного содержания.
В 2009 году Ханссон стал жертвой двух скандалов: сначала на Кубке конфедераций 2009 года в финале он не засчитал гол бразильца Кака в ворота сборной США, и только победа бразильцев 3:2 спасла его от массовых нападок болельщиков. А затем самый крупный скандал в его карьере грянул 18 ноября 2009 года во время стыковых матчей зоны УЕФА на первенство мира в ЮАР. В матче Франция—Ирландия он не увидел того, как Тьерри Анри подыгрывает себе рукой и отдает пас на Вильяма Галласа, который находился ещё и в офсайде: это позволило французам забить гол в ворота ирландцев и выйти на чемпионат мира. Эти кадры обошли весь мир, и на каждом видеоповторе было ясно видно, что Анри сыграл рукой. Ханссон даже не подумал отменять гол, несмотря на протесты ирландцев. Этот скандал стал поводом к дискуссиям по поводу использования в футболе видеоповторов, а Ирландия подала протест ФИФА с требованием переиграть матч, однако ей отказали. Сам Ханссон только после просмотра видеозаписи матча признался, что совершил роковую ошибку. Тем не менее, ему доверили обслуживать матч московского ЦСКА и стамбульского «Бешикташа», который завершился победой «армейцев» со счётом 2:1 и их выходом в 1/8 финала Лиги чемпионов 2009—2010.
17 февраля 2010 после матча «Порту» и «Арсеналом» в 1/8 Лиги чемпионов УЕФА Ханссон вновь оказался в центре внимания: он назначил свободный удар в штрафной «Арсенала» после того, как голкипер «пушкарей» Фабьяньский забрал мяч в руки после паса защитника. Арбитр позволил португальцам настолько быстро разыграть свободный, что футболисты «Арсенала» ещё даже не успели добежать до своей штрафной. «Драконы» воспользовались этим шансом и забили победный гол. Ханссон был неожиданно включён в список судей чемпионата мира 2010, но работал лишь пятым судьёй (сменщиком резервного арбитра).

## Популярность
В 2010 году Маттиас Лёв снял документальный фильм о Мартине Ханссоне «Судья» (швед. Rättskiparen).